# Вилсон Сити (Мисури)
Вилсон Сити (енгл. Wilson City) град је у америчкој савезној држави Мисури.

## Демографија
По попису из 2010. године број становника је 115, што је 50 (-30,3%) становника мање него 2000. године.
| Група             | 2000.       | 2010.       |
| Белци             | 6 (3,6%)    | 3 (2,6%)    |
| Афроамериканци    | 159 (96,4%) | 112 (97,4%) |
| Азијати           | 0 (0,0%)    | 0 (0,0%)    |
| Хиспаноамериканци | 0 (0,0%)    | 0 (0,0%)    |
| Укупно            | 165         | 115         |